# Alejandro Guzmán Brito
Alejandro Ángel Guzmán Brito (Santiago, 21 de marzo de 1945 - Valparaíso, 13 de agosto de 2021) fue un jurista e historiador chileno. Su vida académica estuvo ligada a la Facultad de Derecho de la Pontificia Universidad Católica de Valparaíso, donde cursó su Licenciatura en Derecho y luego fue profesor de Derecho Romano, hasta su muerte. Además, fue Decano en dicha facultad. Durante el año 1989 se desempeñó como rector de la Universidad Metropolitana de Ciencias de la Educación.

## Vida
Alejandro Ángel Guzmán Brito nació el 21 de marzo de 1945 en Santiago de Chile. Fue hijo de Alejandro Guzmán Ramírez y de Gulmara Olegaria Brito Ibarra. Nunca se casó ni tampoco tuvo hijos. 
Ingresó a estudiar Derecho en la Pontificia Universidad Católica de Valparaíso en el año 1965, concluyendo en el año 1970. Revalidó sus estudios para licenciarse en la Universidad de Navarra, en 1972. Se doctoró en Derecho por esta última casa de estudios, y fue allí discípulo del romanista español Álvaro d'Ors.
Su trayectoria académica estuvo marcada por una producción que abarca más de 30 libros de su autoría, 221 artículos publicados en diversas revistas, y numerosos prólogos y discursos. Recibió distinciones académicas tanto en Chile como en el extranjero.
Entre sus obras destaca su Tratado de Derecho Privado Romano, en dos tomos, publicado por la Editorial Jurídica de Chile (1996-1997). Durante toda su vida académica, se desempeñó como profesor de Derecho Romano en la Escuela de Derecho de la Pontificia Universidad Católica de Valparaíso, cátedra que también desempeñó en la Universidad de Chile. En sus últimos años, fue también profesor de Interpretación Jurídica. 
Falleció el 13 de agosto de 2021 a los 76 años a causa de complicaciones de la COVID-19.

## Actividades académicas

### Profesor
- Profesor de Derecho Romano de la Pontificia Universidad Católica de Valparaíso. 1974-2021.
- Profesor de Derecho Romano de la Universidad de Navarra. 1973.
- Profesor de Derecho Romano de la Universidad de Chile. 1975-2010.

### Cargos directivos
- Jefe de la Oficina de Planificación y Estudios de la Pontificia Universidad Católica de Valparaíso. 1974.
- Director de la Escuela de Derecho de la Pontificia Universidad Católica de Valparaíso en varios períodos (1975-1978, 1981-1984, 1984-1986 y 1993-1996).
- Decano de la Facultad de Derecho de la Pontificia Universidad Católica de Valparaíso en diversos períodos (1976-1978, 1981-1984, 2001-2004, 2004-2007 y 2007-2010).
- Pro-rector de la Universidad Metropolitana de Ciencias de la Educación. 1986-1989.
- Rector de la Universidad Metropolitana de Ciencias de la Educación. 1989.
- Director del Programa de Doctorado en Derecho de la Pontificia Universidad Católica de Valparaíso. 2011-2021.
- Director de la Fundación Fernando Fueyo de la Universidad Diego Portales.

## Actividades laborales
- Consejero Titular del Consejo Superior de Ciencias (Chile). 1995-1998.
- Vicepresidente tercero del Instituto Internacional de Historia del Derecho Indiano. 2012-2021.

## Distinciones
- Premio Mejor Alumno de Derecho Penal de la Pontificia Universidad Católica de Valparaíso por el Instituto de Ciencias Penales de Chile. 1968.
- Premio Extraordinario de Doctorado por la Facultad de Derecho de la Universidad de Navarra. 1974.
- Premio Ricardo Zorraquín por la obra La codificación civil en Hispanoamérica. Siglos XIX y XX, por el Instituto de Investigaciones de Historia del Derecho de Buenos Aires. 2000.
- Profesor Honorario de la Universidad del Salvador, Argentina. 2010.
- Premio Excelencia en Investigación en la categoría Humanidades por la Pontificia Universidad Católica de Valparaíso. 2012 y 2013.
- Profesor Emérito de la Pontificia Universidad Católica de Valparaíso. 2016.

## Membresías
- Academia Chilena de la Historia. 1982.
- Real Academia de la Historia, España. 1984.
- Instituto de Investigaciones de Historia del Derecho, Buenos Aires. 1983.
- Instituto Internacional de Historia del Derecho Indiano. 1983.
- Academia Nacional de Derecho y Ciencias Sociales de Córdoba, Argentina. 1987.
- Sociedad de Bibliófilos de Chile. 1988.
- Colegio de Abogados de Valparaíso.
- Director de la Revista de Estudios Histórico-Jurídicos de Valparaíso, Pontificia Universidad Católica de Valparaíso. 1976-2021.
- Director de la Revista de Derecho de la Pontificia Universidad Católica de Valparaíso. 1977-2021.
- Consejo Científico de la Revista de Historia del Derecho Ricardo Levene. Universidad de Buenos Aires, Argentina. 1995.
- Consejo Asesor de "Glossae. Revista de Historia del Derecho Europeo". Universidad de Murcia, España.
- Consejo Científico de la Revista de Derecho de la Universidad Católica de la Santísima Concepción.
- Consejo Consultivo Internacional de la Revista de Derecho Scribas del Instituto Jurídico-Notarial, Perú.

## Reconocimientos
Fue Miembro de Número de la Academia Chilena de la Historia, correspondiente de Real Academia Española de la Historia, y miembro del Instituto Internacional de Historia del Derecho Indiano, de la Academia Nacional de Derecho y Ciencias Sociales de Córdoba y del Instituto de Investigaciones de Historia del Derecho de Buenos Aires.

## Obras

### Libros (selección)
- Guzmán Brito, Alejandro (1974). Vida y obra de Andrés Bello especialmente considerado como jurista. Pamplona: Thomson Aranzadi. pp. 128 págs.
- Guzmán Brito, Alejandro (1974). Caución tutelar en derecho romano. Pamplona: Universidad de Navarra. pp. 329 págs.
- Guzmán Brito, Alejandro (1976). Dos estudios en torno a la historia de la tutela romana. Pamplona: Universidad de Navarra. pp. 300 págs.
- Guzmán Brito, Alejandro (1996). Derecho privado romano; Tomo I. Santiago de Chile: Editorial Jurídica de Chile. pp. 802 págs.
- Guzmán Brito, Alejandro (1996). Derecho privado romano; Tomo II. Santiago de Chile: Editorial Jurídica de Chile. pp. 790 págs.

- Guzmán Brito, Alejandro (2011). Codificación del derecho civil e interpretación de las leyes: las normas sobre interpretación de las leyes en los principales códigos civiles europeo-occidentales y americanos emitidos hasta fines del siglo XIX. Iustel. ISBN 978-84-9890-143-6.

- Guzmán Brito, Alejandro (2009). El derecho como facultad en la Neoescolástica española del siglo XVI. Iustel. ISBN 978-84-9890-038-5.

- Guzmán Brito, Alejandro. Historia de la Codificación Civil en Iberoamérica. Aranzadi. ISBN 84-9767-519-3.

- Guzmán Brito, Alejandro. Acto, Negocio, Contrato y Causa en la Tradición del Derecho Europeo e Iberoamericano. Aranzadi. ISBN 84-9767-953-9..

### Artículos (selección)
- Guzmán Brito, Alejandro: "Las principales diferencias de la organización administrativa de la época republicana y de la época imperial". Revista Digital de Derecho Administrativo N.º. 16, 2016 (Julio-diciembre), p. 105-116. ISSN-e 2145-2946.

- Guzmán Brito, Alejandro: "El derecho público y el derecho privado". Persona y derecho: Revista de fundamentación de las Instituciones Jurídicas y de Derechos Humanos,, N.º. 72, 2015, p. 11-21. ISSN 0211-4526.